# Pueblo Nuevo de Pampa Elera
Pueblo Nuevo de Pampa Elera es un caserío peruano ubicado en el distrito de Las Lomas, perteneciente a la provincia y departamento de Piura, al norte del Perú. 

## Ubicación
Pueblo Nuevo de Pampa Elera se ubica al noreste de la provincia de Piura, en el distrito de Las Lomas, en el departamento de Piura.

## Demografía
En 2017 Pueblo Nuevo de Pampa Elera tenía una población de 282 habitantes.